# Alfred Schulze-Hinrichs
Friedrich Karl Alfred Schulze-Hinrichs (* 6. November 1899 in Leipzig; † 23. Juni 1972) war ein deutscher Marineoffizier, zuletzt Kapitän zur See der Kriegsmarine, und Autor.

## Leben
Alfred Schulze-Hinrichs trat im Januar 1918 in die Kaiserliche Marine ein. Vorher war er ab Juli 1917 beim Infanterie-Regiment 43 (Königsberg) im Kaiserlichen Heer gewesen. Er erhielt bis Juni 1918 seine Ausbildung an der Marineschule und auf dem Schulschiff Freya. Anschließend war er als Seekadett bis Kriegsende auf dem Schlachtkreuzer Derfflinger.
Er wurde in die Reichsmarine übernommen und hier am 21. Februar 1920 erst Fähnrich zur See und dann am 1. April 1922 Leutnant zur See und drei Jahre später Oberleutnant zur See.
Als Nachfolger von Karl-Jesko von Puttkamer übernahm er im September 1930 das Kommando über das Torpedoboot Albatros. In dieser Position wurde er zum Kapitänleutnant befördert und blieb bis September 1932 in dieser Kommandierung. Anschließend übernahm er bis zur Außerdienststellung im Juli 1933 das Torpedoboot Seeadler. Von der erneuten Indienststellung am 20. Juli 1933 bis September 1933 war er Kommandant des Torpedobootes Leopard. Am 1. Oktober 1936 wurde er zum Korvettenkapitän befördert und war im gleichen Jahr zur Ausbildung an die Marineakademie nach Kiel kommandiert. Von 1937 bis 1939 absolvierte er die Führergehilfenausbildung und kam dann als Admiralstabsoffizier und Referent in die Abteilung Landesverteidigung des OKW.
Ab der Indienststellung Ende August 1939 war er Kommandant des Zerstörers Z 13 Erich Koellner. Ende Februar 1940 nahm die Erich Koellner am Unternehmen Wikinger teil. Durch irrtümlichen Beschuss eines deutschen Bombers kamen die Zerstörer Leberecht Maass und Max Schultz bei Ausweichmanöver in eine britische Minensperre und sanken. Die Erich Koellner versuchte mehrfach durch U-Boot-Alarm unterbrochen die Überlebenden zu bergen. Insgesamt konnten nur 60 Mann gerettet werden, während 578 Mann ums Leben kamen – darunter alle Besatzungsmitglieder von Z 3 Max Schultz. Für die Besetzung Norwegens wurde die Erich Koellner der Kriegsschiffgruppe 1 zugeteilt, die das Gebirgsjäger-Regiment 139 und den Stab der 3. Gebirgs-Division unter Generalmajor Eduard Dietl zur Besetzung des norwegischen Erzhafens Narvik in den Norden Norwegens transportieren sollte. Bei der Überfahrt erlitt die Erich Koellner schwere Sturmschäden, konnte aber unter Zeitverzug die Truppenteile an Land setzen. Kurze Zeit später lief sie auf Grund, konnte wieder schwimmfähig gemacht werden, aber nicht den geplanten Einsatzzweck als Wachboot im Ofotfjord übernehmen. Sie musste für Reparaturen Narvik anlaufen und wurde hier am 10. April 1940 durch einen britischen Angriff überrascht. Aufgrund der Schäden und Treibstoffmangels konnte sie beim Gegenangriff der deutschen Zerstörer nicht richtig eingesetzt werden, wurde aber auch nicht weiter beschädigt. Eine Reparatur konnte in Narvik nicht vorgenommen werden, sodass entschieden wurde, das Schiff nach Tårstad zu schicken, wo durch die Wassertiefe ein Angriff mit Torpedos ausgeschlossen war und die Hoffnung bestand, weitere Schäden an der Erich Koellner zu vermeiden. Der vorgesehene Ankerplatz in Tårstad konnte letztendlich nicht erreicht werden. Beim Großangriff der Royal Navy am 13. April 1940 wurden die deutsche Flotte überrascht. Die Erich Koellner als vorderstes Wachboot, aber nicht an dem vorgesehenen Liegeplatz, konnte keinen Treffer ins Ziel setzen, wurde durch die britischen Schiffe stark beschädigt, sodass Schulze-Hinrichs den Befehl zur Selbstversenkung gab. Über 60 Besatzungsmitglieder starben und 155 wurden gefangen genommen. Schulze-Hinrichs kam in das Kriegsgefangenenlager Skorpa und war dort als Fregattenkapitän ranghöchster Offizier. Mit der norwegische Kapitulation Mitte Juni 1940 folgte dann die Freilassung.
Er wurde anschließend kurz im Juni/Juli 1940 bei der Zerstörerstammabteilung und wurde dann für die Vorbereitung der Operation Seelöwe bis Oktober 1940 als Marineverbindungsoffizier beim OKH eingesetzt. Bei dieser Verwendung kann es zu ersten Kontakten zu Reinhard Gehlen gekommen sein, welcher nach dem Krieg sein Vorgesetzter wurde.
Mitte November 1940 wurde er als Nachfolger von Erich Bey Chef der 6. Zerstörerflottille, welche in Norwegen operierte. Dies blieb er mit Unterbrechungen bis April 1943. Am 1. April 1942 wurde er Kapitän zur See. Die Mitte April 1942 aus den Zerstörern Hermann Schoemann, Z 24 und Z 25 gebildete Zerstörergruppe Nordmeer wurde der 6. Zerstörerflottille unterstellt. Diese Zerstörergruppe wurde mehrfach durch ihn gegen unterschiedlichste Geleitzüge, u. a. Rückgeleitzug QP 11, befehligt. Von Oktober 1941 bis März 1942 war er kurz Chef des Stabes beim Admiral Nordmeer und wurde in dieser Zeit u. a. durch Korvettenkapitän Theodor von Mauchenheim als Chef der 6. Zerstörerflottille vertreten.
Ab Mai 1943 war er bis Februar 1945 Kommandeur der Marinekriegsakademie in Berlin. Am 15. Juni 1943 erhielt er für die Führung der 6. Zerstörerflottille und die Versenkung des kleinen Kreuzers Edinburgh am 2. Mai 1942 das Ritterkreuz des Eisernen Kreuzes und erhielt damit auch das Zerstörer-Kriegsabzeichen mit Brillanten.
Im März 1945 wurde er noch bis Kriegsende kurz Kommandant der Seeverteidigung Narvik. Nach Kriegsende kam er in britische Kriegsgefangenschaft und siedelte nach seiner Freilassung nach Bayern um.
Bereits seit 1950 gehörte er der sogenannten Zentrale für Heimatdienst an, welche Gerhard von Schwerin initiiert hatte und aus 15 ausgewählten Personen bestand. Damit wurde er auch Mitglied der Himmeroder Expertengruppe. Schulze-Hinrichs wurde 1952 Leiter des neu eingerichteten Referats Auswertung Marine bei der Organisation Gehlen, welcher er seit 1948 angehörte, und blieb auch in dem Vorläufer des späteren Bundesnachrichtendienstes. In die Bundesmarine wechselte er nicht. Ab 1958 lebte er in der Nähe von Schruns in Tirol.
Schulze-Hinrichs war ab 1932 mit Hanka (* 1909) verheiratet. Das Ehepaar hatte zwei Töchter.

## Werke (Auswahl)
- Das kleine Handbuch der Seemannschaft für Binnensegler. Delius Klasing Verlag, Bielefeld, in mehreren Auflagen.
- gemeinsam mit Walter Gladisch: Leitfaden der Seemannschaft. Verlag von E.S. Mittler & Sohn, Berlin, 1935.
- Leitgedanken der sowjetischen Seemacht. In: Marine-Rundschau, 3, 1954, S. 73–78.
- Die militärgeographische Lage. In: Seemacht heute, Stalling, Oldenburg, 1957, S. 33–43.
- Grossadmiral Alfred von Tirpitz: Ziel erkannt–Kraft gespannt! Musterschmidt, Göttingen, 1958.
- Handbuch der Seemannschaft. Wehr und Wissen Verlagsgesellschaft, Darmstadt, 1967.